# La Vicomté-sur-Rance
La Vicomté-sur-Rance település Franciaországban, Côtes-d’Armor megyében. Lakosainak száma 1142 fő (2022. január 1.). La Vicomté-sur-Rance Pleudihen-sur-Rance és Saint-Hélen községekkel határos.

## Népesség
A település népességének változása:
| Lakosok száma | 692  | 793  | 779  | 891  | 1002 | 1046 | 1057 | 1092 | 1113 | 1142 |
|               | 1968 | 1982 | 1990 | 2006 | 2013 | 2015 | 2017 | 2019 | 2020 | 2022 |